# Motel Connection
I Motel Connection sono un gruppo musicale italiano di musica elettronica. Sono nati a Torino nel gennaio 2000 grazie all'incontro tra Samuel (voce dei Subsonica), Pisti (dj house) e Pierfunk (ex bassista dei Subsonica).

## Storia del gruppo
Nel novembre del 2001 esce il primo lavoro firmato Motel Connection e cioè la colonna sonora di Santa Maradona, il lungometraggio di esordio di Marco Ponti. Con il singolo All Over, Santa Maradona dei Mano Negra e Nuvole Rapide dei Subsonica la colonna sonora viene pubblicata dalla Mescal.
Nel novembre 2002 ancora la Mescal pubblica il primo vero e proprio album dei Motel Connection, intitolato Give Me a Good Reason to Wake up, coprodotto con Marco Bertoni e Roberto Masi, contenente 2 nuovi brani e 8 remix di tracce della colonna sonora di Santa Maradona. Il singolo Two, che ha anticipato l'album, è stato affiancato da uno dei video di maggior successo della fine 2002, inizio 2003.
Nell'estate del 2003 esce il secondo singolo tratto da Give me a good reason to wake up intitolato The light of the morning, seguito da un video di Alberto Colombo. A settembre arriva invece Lost.
I Motel Connection collaborano nuovamente con il regista Marco Ponti e realizzano la colonna sonora A/R Andata + Ritorno per l'omonimo film che viene pubblicata sempre dalla Mescal nell'aprile del 2004, e contiene anche un secondo CD con canzoni di artisti torinesi emergenti. Il singolo estratto è Queen of Sugar.
Il 29 aprile 2005 esce per la EMI il singolo My Darkside, anticipazione del nuovo corso artistico del progetto Motel Connection.
Il 3 novembre 2006 viene pubblicato il nuovo album di studio dal titolo Do I Have a Life?, sempre co-prodotto con Marco Bertoni, disponibile anche in una versione speciale con DVD. Il singolo che ha anticipato l'uscita dell'album è Nothing more.
I Motel Connection hanno partecipato, tra le altre cose, a numerosi concerti "free-enter" in tutta Italia. Hanno riscontrato grande successo ai concerti del Lazzaretto di Bergamo, tenutosi a luglio 2009 e della manifestazione Voci dal Sud di Sant'Arsenio, ad agosto dello stesso anno.
Il 5 marzo 2010 è uscito l'album H.E.R.O.I.N., anticipato dall'omonimo singolo.. Successivamente hanno preso parte all'MTV Days 2010. L'anno successivo la casa editrice Edizioni Ambiente, nella collana VerdeNero, ha pubblicato il fumetto H.E.R.O.I.N. - La strada dei supereroi, tratto dall'omonimo album, con autori gli stessi Motel Connection insieme a Mauro Garofalo.
Il 6 novembre 2010, in occasione di Paratissima, si esibiscono gratis a Torino in un vertical stage ove ogni componente del gruppo occupa un diverso balcone di un condominio sito nel quartiere di San Salvario.
Il 18 maggio 2012 si esibiscono in un concerto gratuito insieme ai 99 Posse.
Nel 2011 la band è in pausa di progettazione per l'uscita del nuovo album prevista nel 2013.
Il 9 aprile 2013 viene pubblicato il nuovo album Vivace anticipato dal singolo Midnight Sun.
Il 18 luglio di quello stesso anno hanno suonato allo stadio Meazza di Milano per aprire la tappa milanese del Delta Machine Tour dei Depeche Mode.
Il 20 luglio del 2013 si esibirono allo stadio Olimpico di Roma per aprire la tappa romana del Delta Machine Tour dei Depeche Mode.
Sempre nel 2013 lanciano We(R)evolution tour, il primo live tour al mondo che cerca, stimola e promuove nuove start up in alcune università italiane.
L'11 maggio 2022 si riuniscono a Torino, al parco del Valentino, sul palco dell'Eurovillage, evento collaterale all'Eurovision Song Contest 2022. Nello stesso anno curano le musiche del docu-film La bella stagione.

## Formazione

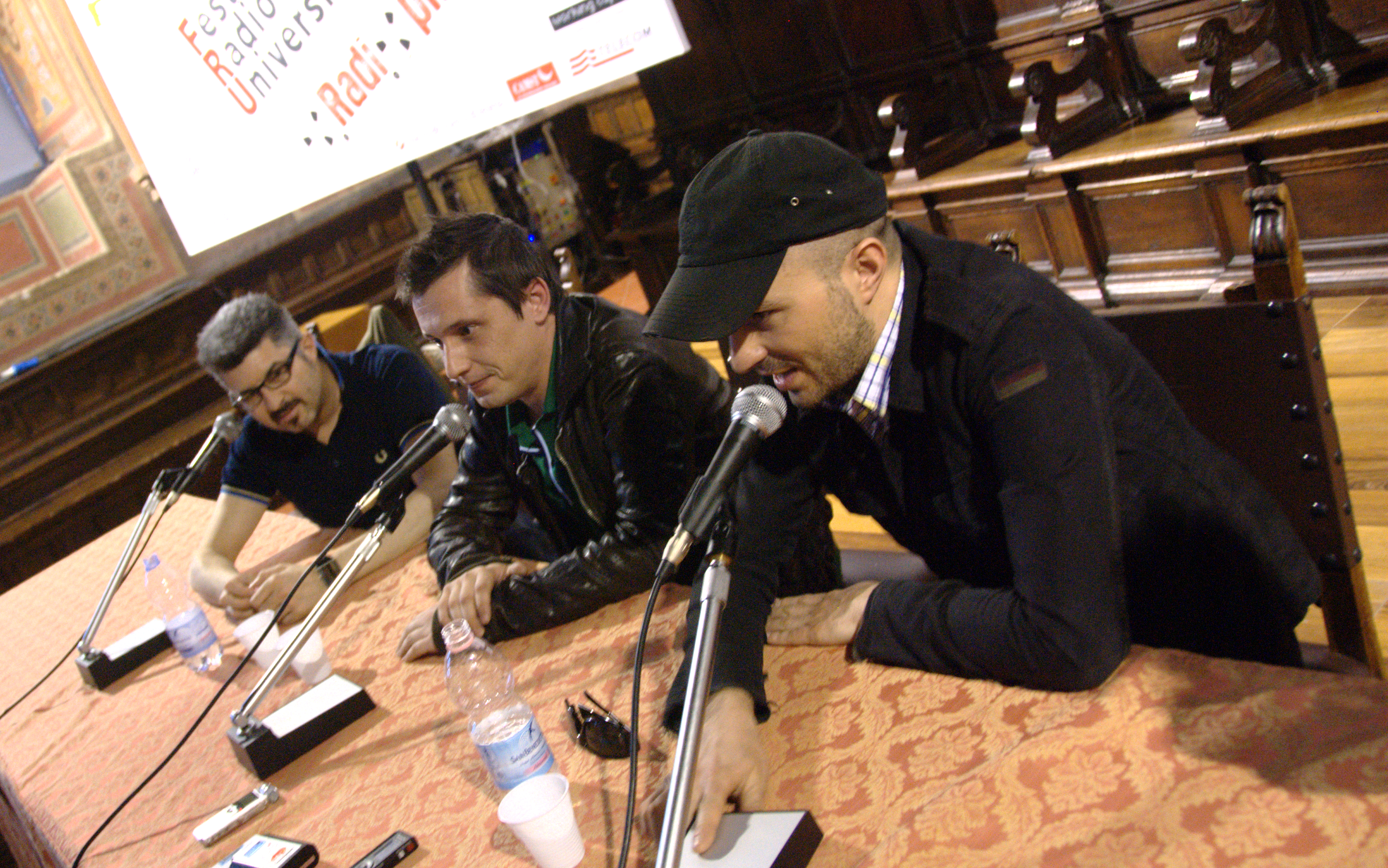
Conferenza stampa al FRU2010 di Perugia. Da sinistra: Pierfunk, Pisti e Samuel.

- Samuel - voce, chitarra
- Pisti - dj
- Pierfunk - basso

## Discografia

### Album in studio
- 2002 - Give Me a Good Reason to Wake up
- 2006 - Do I Have a Life?
- 2010 - H.E.R.O.I.N.
- 2013 - Vivace

### Colonne sonore
- 2001 - Santa Maradona
- 2004 - A/R Andata + Ritorno